# London Elektricity
London Electricity — британский диджей, продюсер, CEO и сооснователь лейбла Hospital Records и саблейбла Med School.
Записал некоторые из самых известных треков Hospital, таких как «Billion Dollar Gravy», «Different Drum» и «Just One Second», London Elektricity заработал первоклассную репутацию как продюсера и диджея и продолжает продвигать жанр, которым он увлекался с середины 1990-х годов и по сей день. Имея за плечами впечатляющий каталог синглов, EP, ремиксов, а также не менее пяти студийных альбомов артистов и два концертных альбома, London Elektricity является бесспорной легендой на сцене D+B с большим количеством поклонников по всему миру. Его дебютный альбом «Pull The Plug» был выпущен на лейбле Hospital в 1999 году, за ним последовали «Billion Dollar Gravy» в 2003 году и «Power Ballads» в 2005 году.